# Zodarion ghamizii
Espèce
Zodarion ghamizii est une espèce d'araignées aranéomorphes de la famille des Zodariidae.

## Distribution
Cette espèce est endémique de la région Marrakech-Safi au Maroc,. Elle se rencontre dans la préfecture de Marrakech vers Marrakech.

## Description
Le mâle holotype mesure 3,65 mm.

## Systématique et taxinomie
Cette espèce a été décrite par Lecigne et Moutaouakil en 2025.

## Étymologie
Cette espèce est nommée en l'honneur de Mohamed Ghamizi.

## Publication originale
- Lecigne, Moutaouakil & Lips, 2025 : « Contribution to the knowledge of the spider fauna of Morocco (Arachnida: Araneae) – second note. On new species and new records from caves and miscellaneous terrestrial ecosystems. » Journal of the Belgian Arachnological Society, vol. 40, no 1 supplement, p. 1-184.